# カイラン区
カイラン区（カイランく、ベトナム語：Quận Cái Răng / 郡丐𪘵）は、ベトナム社会主義共和国のカントー市に存在する区 (郡)。面積は62.53 km²、人口は140,057人（2018年）である。

## 行政
カイラン区は7の坊を管轄している。
- レビン（Lê Bình / 黎平）
- チュオンタイン（Thường Thạnh / 長盛）
- フートゥー（Phú Thứ / 富恕）
- タンフー（Tân Phú / 新富）
- バラン（Ba Láng / 巴鄰）
- フンフー（Hưng Phú / 興富）
- フンタイン（Hưng Thạnh / 興盛）